# يوسف معاطي
يوسف معاطي (مواليد 25 أغسطس 1963) هو كاتب مصري ساخر وسيناريست وهو شقيق الكاتب صلاح معاطي.

## عن حياته
- تخرج من كلية الألسن، ثم قسم الإخراج بمعهد السينما.
- بدأ مسيرته الفنية عندما كان يقوم بإخراج مسرحيات أثناء دراسته بالجامعة، كانت خطوة البداية من خلال دفعة للكتابة عندما طلب منه أخو الفنان جورج سيدهم كتابة عمل بعدما كان يوسف معاطي يقدم نفسه على أساس أنه مخرج للأعمال المدرسية، وبالفعل وضع أفكار عمل مسرحي وكان «حب في التخشيبة»، ثم أنطلق بعدها ليكون كاتبا للسيناريو.
- من مسرحياته: «الجميلة والوحشين»، «بهلول في إسطنبول»، «بودي جارد»، «لا بلاش كدة»، «شيء في صبري».
- تعرف على الفنان عادل إمام وشكلا ثنائي فني وتعاونا في العديد من الأعمال منها: «الواد محروس بتاع الوزير»، «بوبوس»، «السفارة في العمارة»، «التجربة الدنماركية»، «حسن ومرقص»، «عريس من جهة أمنية»، «مرجان أحمد مرجان».
- من الأفلام التي كتبها أيضا: «طباخ الريس»، «معلش إحنا بنتبهدل»، «رمضان مبروك أبو العلمين حموده»، «أمير البحار»، «الأنثى والدبور»، «365 يوم سعادة».
- من أعماله التليفزيونية: «يتربى في عزو»، «سكة الهلالي»، «آن الأوان»، «عباس الأبيض في اليوم الأسود»، «فرقة ناجى عطا الله»، «العراف»، «صاحب السعادة»، «أستاذ ورئيس قسم»، «مأمون وشركاه»، و«عفاريت عدلي علام».
- له العديد من الكتب في الأدب الساخر، منها:"اسأل مجرب"، "غير يا بني، "آه يا دماغي"، "تحب تكره أمريكا"، "نجوم في عز الظهر"، "أنا لا اكتب ولكني أتامل"، "صايع بالوراثة"، "طقت في دماغي"، "بنت الإيه"، "ما تشيلش في نفسك"، "ضاع العمر يا وطني"، "ولا يهمك"، "عسل البنات"، " كوابيس مضحكة".[2]

### حياته الشخصية
- متزوج من المذيعة منى الشرقاوي.

## أعماله

### كتب
- اسأل مجرب
- غير يا بني
- آه... يا دماغي
- تحب تكره أمريكا
- نجوم في عز الظهر
- انا لا اكتب ولكني اتامل
- صايع بالوراثة
- طقت في دماغى
- بنت الايه
- ماتشيلش في نفسك
- وضاع العمر يا وطني
- ولا يهمك
- عسل البنات
- كوابيس مضحكة
- كلام قبيح جدا
- حنعيش كده ونموت كده
- عفاريت
- لقد وقعنا في الفخ
- كراسي

### أفلام
- 1994: يا تحب يا تقب
- 1997: حنحب ونقب
- 1998: الأنثى والدبور
- 1999: الواد محروس بتاع الوزير
- 2003: التجربة الدنماركية
- 2004: عريس من جهة أمنية
- 2005: معلش إحنا بنتبهدل
- 2005: السفارة في العمارة
- 2007: مرجان أحمد مرجان
- 2008: طباخ الريس
- 2008: رمضان مبروك أبو العلمين حمودة
- 2008: حسن ومرقص
- 2009: بوبوس
- 2009: أمير البحار
- 2010: الثلاثة يشتغلونها
- 2011: 365 يوم سعادة
- 2012: تيتة رهيبة

### مسلسلات
- 1997: تلفزيون في بيتي
- 1998: شباب رايق جدا
- 1999: شباب طاقق جدا
- 2003: أدهم وزينات وثلاث بنات
- 2004: عباس الأبيض في اليوم الأسود
- 2006: المطعم تشي توتو
- 2006: سكة الهلالي
- 2006: آن الأوان
- 2007: يتربى في عزو
- 2010: ماما في القسم
- 2011: مسيو رمضان مبروك أبو العلمين حمودة
- 2012: فرقة ناجى عطا الله
- 2013: العراف
- 2014: صاحب السعادة
- 2015: أستاذ ورئيس قسم
- 2016: مأمون وشركاه
- 2017: عفاريت عدلي علام
- 2017: إزي الصحة

### مسرحيات
- 1994: حب في التخشيبة
- 1995: بهلول في إسطنبول
- 1996: الجميلة والوحشين
- 1997: لا بلاش كدة
- 1998: بوبي جارد
- 1999: بودي جارد
- 2002: شيء في صبري

## روابط خارجية
- يوسف معاطي على موقع IMDb (الإنجليزية)
- يوسف معاطي على موقع قاعدة بيانات الأفلام العربية